# Saint-Jacques-d'Atticieux
Pour les articles homonymes, voir Saint-Jacques.
Saint-Jacques-d'Atticieux est une commune française, située dans le département de l'Ardèche en région Auvergne-Rhône-Alpes.
Les habitants de Saint-Jacques-d'Atticieux sont les Saint-Jamaires.

## Géographie

### Situation et description

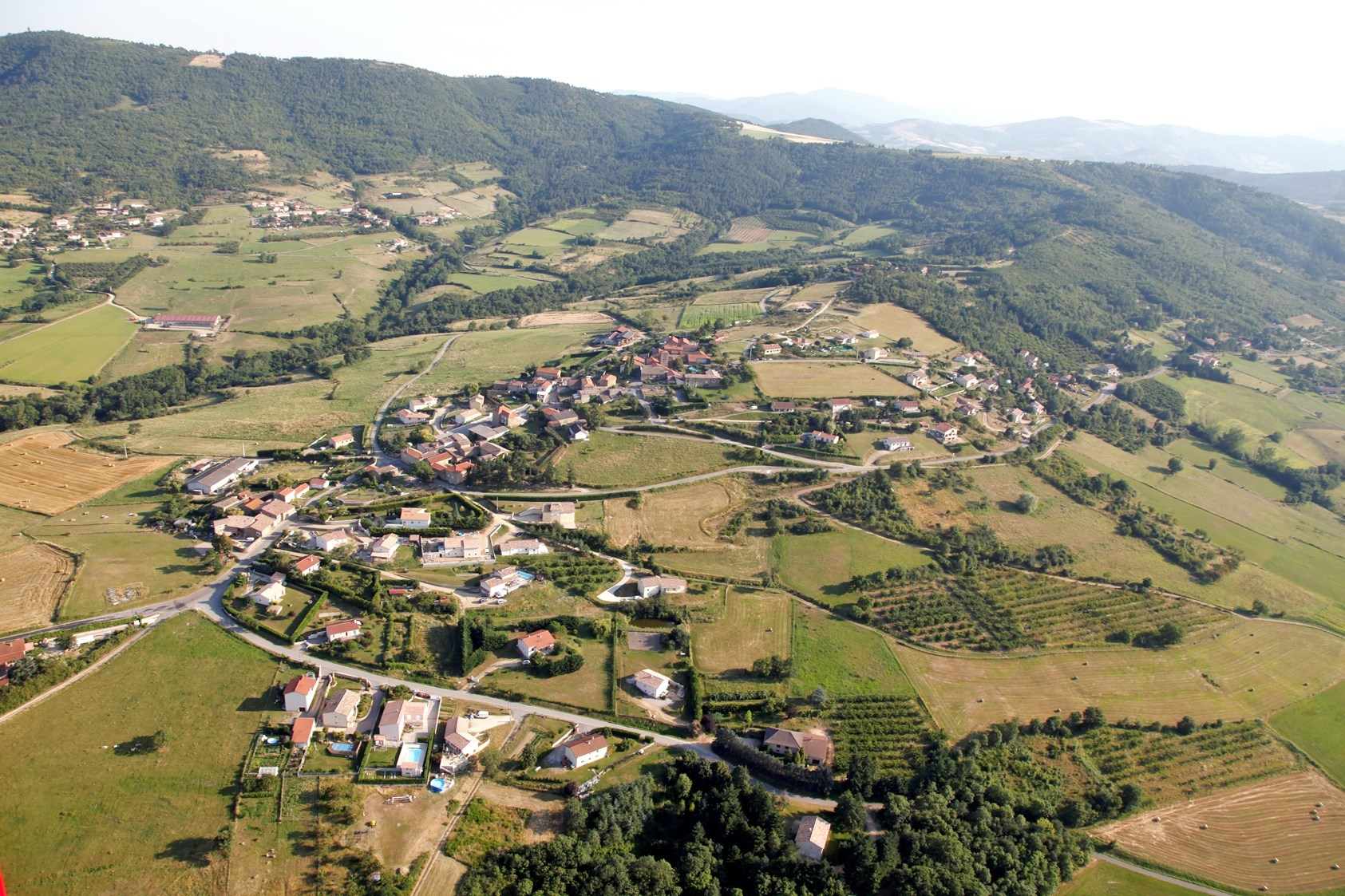
Le village sur sa crête (vue vers le sud).

Son territoire allonge ses 5 km2 selon une direction allant du sud-ouest au nord-est. Sa limite nord ouest se trouve en frontière avec le département de la Loire. C'était jadis le dernier village du Vivarais avant le Forez. Son habitat s'est installé tout au long d'une crête, entre deux versants assez bien cultivés. Le site a une vue  sur les sommets du Pilat et sur la plaine de Maclas.

### Communes limitrophes
Saint-Jacques-d'Atticieux est limitrophe de six communes, trois situées dans le département de l'Ardèche et trois dans le département de la Loire. Elles sont réparties géographiquement de la manière suivante :

### Climat
Pour des articles plus généraux, voir Climat d'Auvergne-Rhône-Alpes et Climat de l'Ardèche.
En 2010, le climat de la commune est de type climat océanique altéré, selon une étude du CNRS s'appuyant sur une série de données couvrant la période 1971-2000. En 2020, Météo-France publie une typologie des climats de la France métropolitaine dans laquelle la commune est exposée à un climat de montagne ou de marges de montagne et est dans la région climatique Sud-est du Massif Central, caractérisée par une pluviométrie annuelle de 1 000 à 1 500 mm, minimale en été, maximale en automne.
Pour la période 1971-2000, la température annuelle moyenne est de 11,1 °C, avec une amplitude thermique annuelle de 17,4 °C. Le cumul annuel moyen de précipitations est de 869 mm, avec 8,8 jours de précipitations en janvier et 6,2 jours en juillet. Pour la période 1991-2020, la température moyenne annuelle observée sur la station météorologique de Météo-France la plus proche, « Saint-Marcel Annonay », sur la commune de Saint-Marcel-lès-Annonay à 6 km à vol d'oiseau, est de 11,1 °C et le cumul annuel moyen de précipitations est de 826,4 mm,. Pour l'avenir, les paramètres climatiques de la commune estimés pour 2050 selon différents scénarios d'émission de gaz à effet de serre sont consultables sur un site dédié publié par Météo-France en novembre 2022.

### Voies de communication
Le territoire communal est traversé par la route départementale 271 (RD271).

## Urbanisme

### Typologie
Au 1er janvier 2024, Saint-Jacques-d'Atticieux est catégorisée commune rurale à habitat dispersé, selon la nouvelle grille communale de densité à 7 niveaux définie par l'Insee en 2022.
Elle est située hors unité urbaine. Par ailleurs la commune fait partie de l'aire d'attraction d'Annonay, dont elle est une commune de la couronne,. Cette aire, qui regroupe 37 communes, est catégorisée dans les aires de 50 000 à moins de 200 000 habitants,.

### Occupation des sols
L'occupation des sols de la commune, telle qu'elle ressort de la base de données européenne d’occupation biophysique des sols Corine Land Cover (CLC), est marquée par l'importance des territoires agricoles (53,1 % en 2018), en diminution par rapport à 1990 (60 %). La répartition détaillée en 2018 est la suivante : 
prairies (44,7 %), forêts (39,3 %), zones agricoles hétérogènes (8,4 %), zones urbanisées (7,7 %).
L'évolution de l’occupation des sols de la commune et de ses infrastructures peut être observée sur les différentes représentations cartographiques du territoire : la carte de Cassini (XVIIIe siècle), la carte d'état-major (1820-1866) et les cartes ou photos aériennes de l'IGN pour la période actuelle (1950 à aujourd'hui).

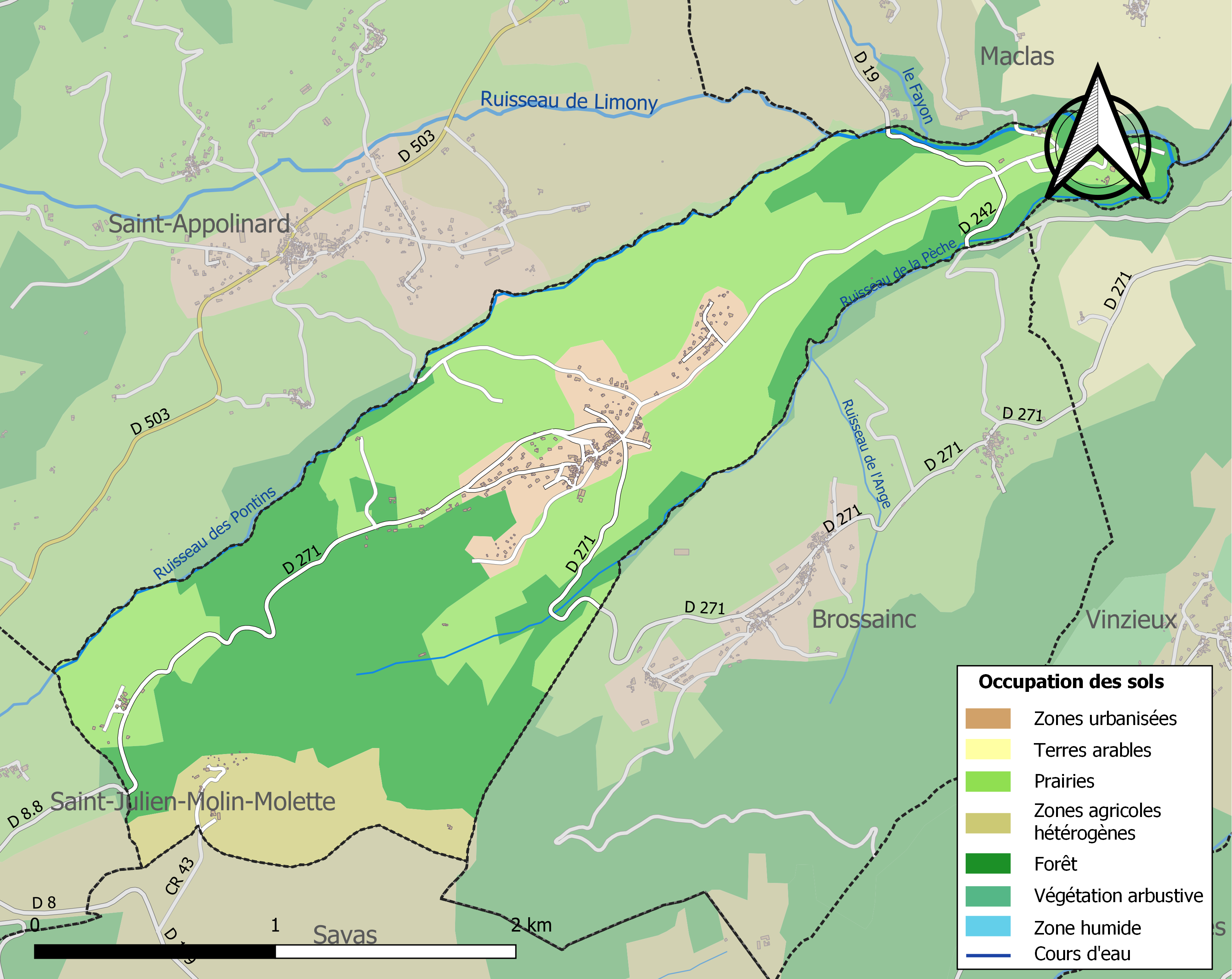
Carte des infrastructures et de l'occupation des sols de la commune en 2018 (CLC).

## Histoire
Une mine de plomb y a peut-être été exploitée dès l'époque gallo-romaine sous la signature « Aticius ». Des monnaies romaines ont en tout cas été trouvées dans la partie basse du village.
L'église actuelle affiche un style roman assez ancien, avec un clocher carré visible de loin. Elle a été partiellement reconstruite en 1838.
Le XXe siècle a apporté l'électricité en 1925, l'automobile en 1930, le premier tracteur en 1950. Toutefois, il a aussi provoqué le dépeuplement campagnard : de 254 habitants en 1876, la population est tombée à seulement 76 habitants en 1975. L'école privée a disparu mais l'école publique a pu se maintenir en regroupement avec Brossainc.
Les dernières décennies ont vu s'installer des citadins qui restent à une distance acceptable de leur lieu de travail : cinq minutes pour Maclas ou Saint-Julien-Molin-Molette, vingt minutes pour Annonay ou pour la Vallée, une heure vers Lyon. La population a maintenant retrouvé son meilleur niveau d'antan. Mais les possibilités de construire sont de plus en plus restreintes.

## Politique et administration

### Liste des maires
| Période                                  | Période                   | Identité          | Étiquette | Qualité  |
| ---------------------------------------- | ------------------------- | ----------------- | --------- | -------- |
| Les données manquantes sont à compléter. |                           |                   |           |          |
| mars 2001                                | 2014                      | René Soubeyrand   |           |          |
| 2014                                     | En cours (au 6 août 2020) | Brigitte Bourret, | SE        | Employée |

## Population et société

### Démographie
L'évolution du nombre d'habitants est connue à travers les recensements de la population effectués dans la commune depuis 1793. Pour les communes de moins de 10 000 habitants, une enquête de recensement portant sur toute la population est réalisée tous les cinq ans, les populations de référence des années intermédiaires étant quant à elles estimées par interpolation ou extrapolation. Pour la commune, le premier recensement exhaustif entrant dans le cadre du nouveau dispositif a été réalisé en 2004.

En 2022, la commune comptait 279 habitants, en évolution de −12,54 % par rapport à 2016 (Ardèche : +2,48 %, France hors Mayotte : +2,11 %).
| 1793 | 1800 | 1806 | 1821 | 1831 | 1836 | 1841 | 1846 | 1851 |
| ---- | ---- | ---- | ---- | ---- | ---- | ---- | ---- | ---- |
| 220  | 223  | 228  | 185  | 233  | 291  | 265  | 242  | 249  |

| 1856 | 1861 | 1866 | 1872 | 1876 | 1881 | 1886 | 1891 | 1896 |
| ---- | ---- | ---- | ---- | ---- | ---- | ---- | ---- | ---- |
| 236  | 234  | 248  | 242  | 254  | 240  | 231  | 225  | 198  |

| 1901 | 1906 | 1911 | 1921 | 1926 | 1931 | 1936 | 1946 | 1954 |
| ---- | ---- | ---- | ---- | ---- | ---- | ---- | ---- | ---- |
| 181  | 169  | 181  | 160  | 156  | 158  | 153  | 142  | 128  |

| 1962 | 1968 | 1975 | 1982 | 1990 | 1999 | 2004 | 2006 | 2009 |
| ---- | ---- | ---- | ---- | ---- | ---- | ---- | ---- | ---- |
| 102  | 89   | 76   | 97   | 170  | 173  | 215  | 229  | 252  |

| 2014 | 2019 | 2022 | - | - | - | - | - | - |
| ---- | ---- | ---- | - | - | - | - | - | - |
| 314  | 290  | 279  | - | - | - | - | - | - |

### Enseignement
La commune est rattachée à l'académie de Grenoble.

#### Une école maintenue en regroupement

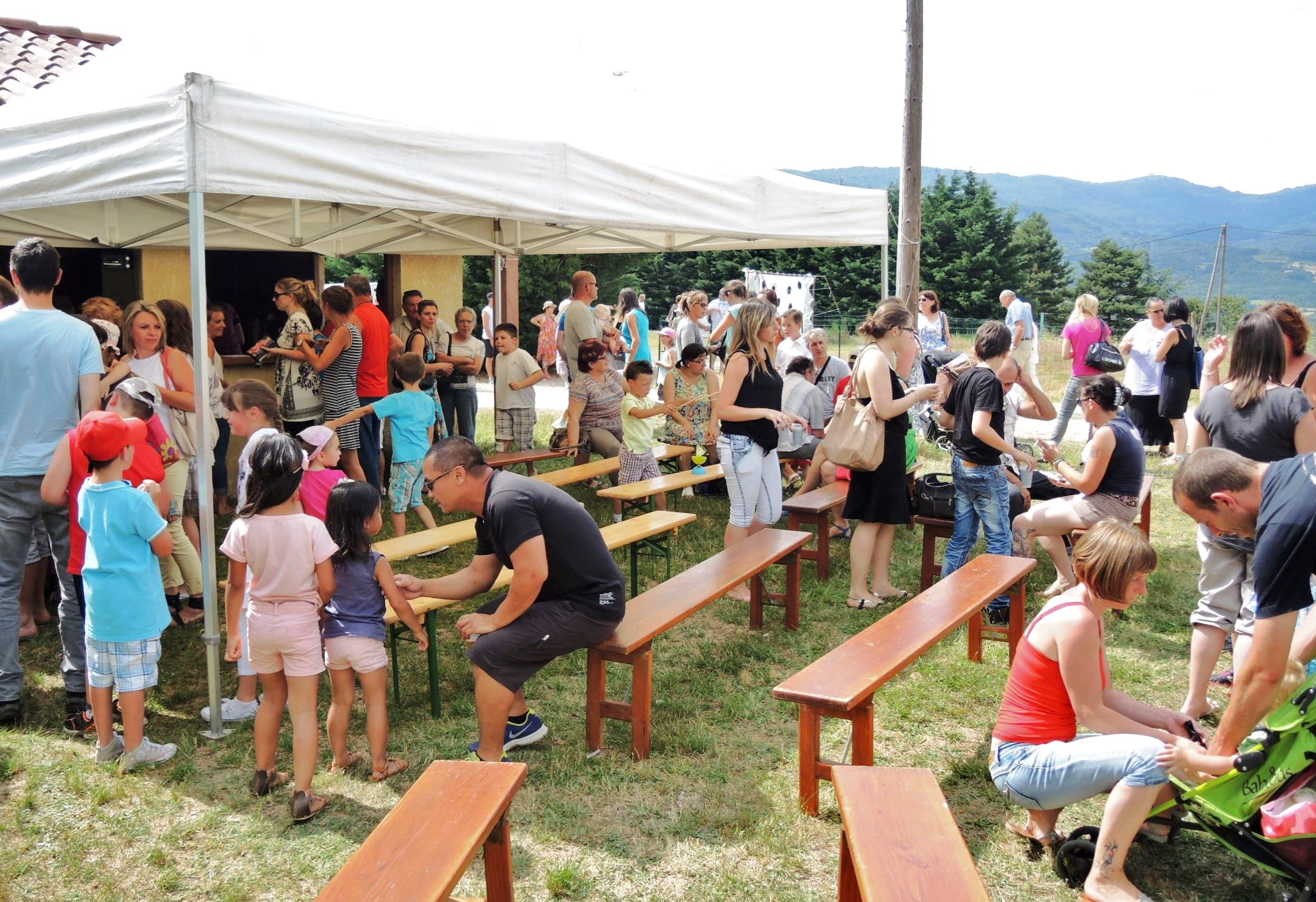
La fête de l'école 2015, au site de Maupon.

Une école privée avait existé à Saint-Jacques, mais elle a fermé en 1947. Pour l'école publique, c'est un « regroupement pédagogique » avec Brossainc qui a permis, en 1997, de maintenir une école dans les deux communes. À Saint-Jacques se trouvent deux classes avec les trois sections de maternelle et avec les CP-CE1. Les plus âgés vont à Brossainc, où sont assurées aussi une cantine et une garderie. Un car assure les trajets matin, midi et soir. Une association unique de parents d'élèves soutient l'ensemble des trois classes et favorise les liens entre les familles des deux communes. Les institutrices apprécient généralement l'ambiance familiale de ces classes uniques, même si l'organisation de l'enseignement est un peu plus complexe.

### Médias
La commune est située dans l'aire de distribution de deux organes de presse régionaux :
- L'Hebdo de l'Ardèche est un journal hebdomadaire français basé à Valence. Il couvre l'actualité de tout le département de l'Ardèche.
- Le Dauphiné libéré est un journal quotidien de la presse écrite française régionale distribué dans la plupart des départements de l'ancienne région Rhône-Alpes, notamment l'Ardèche. La commune est située dans la zone d'édition d'Annonay.

### Cultes
L'église (propriété de la commune) et la communauté catholique de Saint-Jacques-d'Atticieux dépendent de la paroisse Sainte Croix du Rhône, elle-même rattachée au diocèse de Viviers.

### Associations

#### Quad 18: une association de secouristes spécialisés

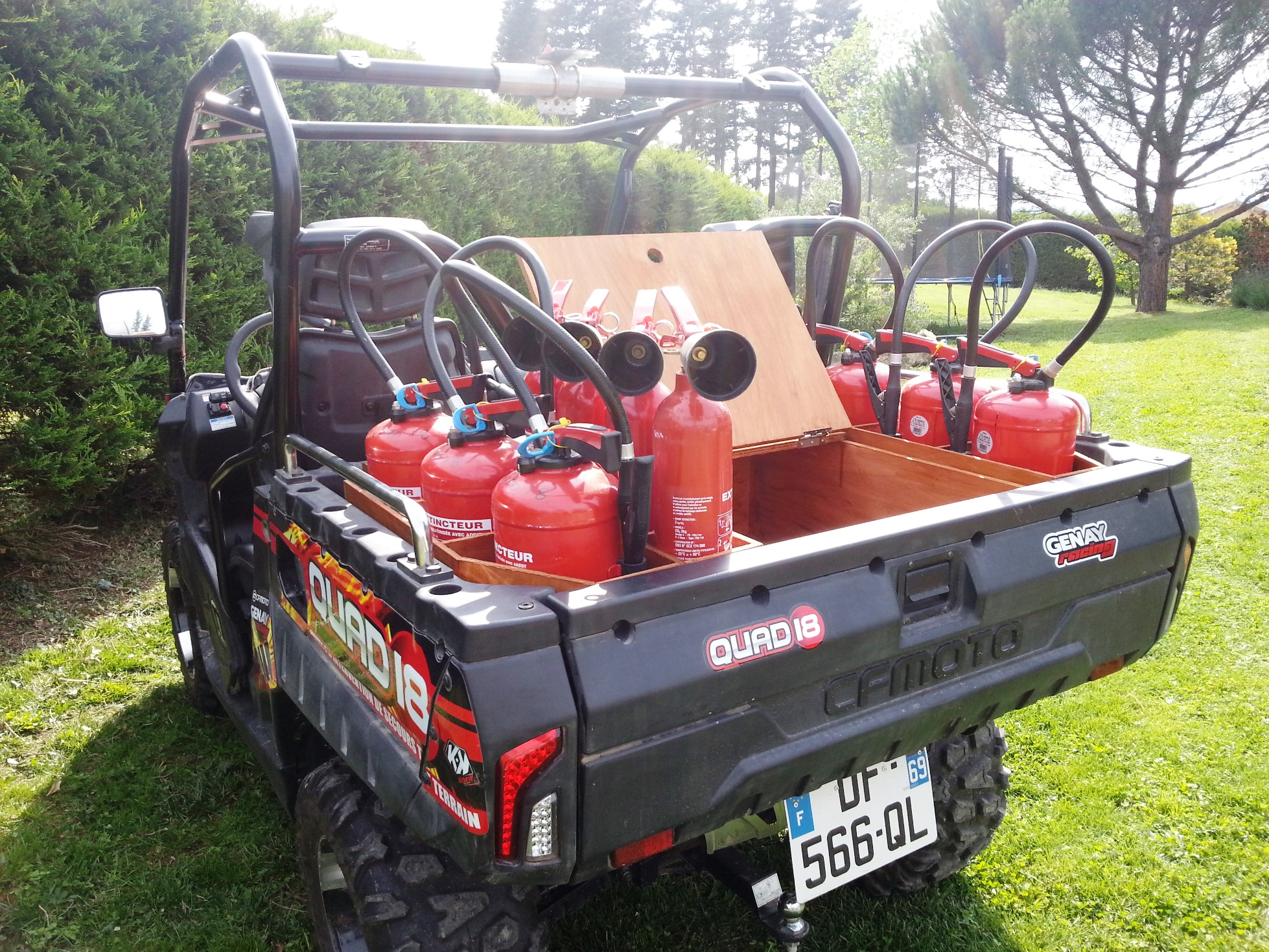
Des quads chargés de matériel de premier secours.

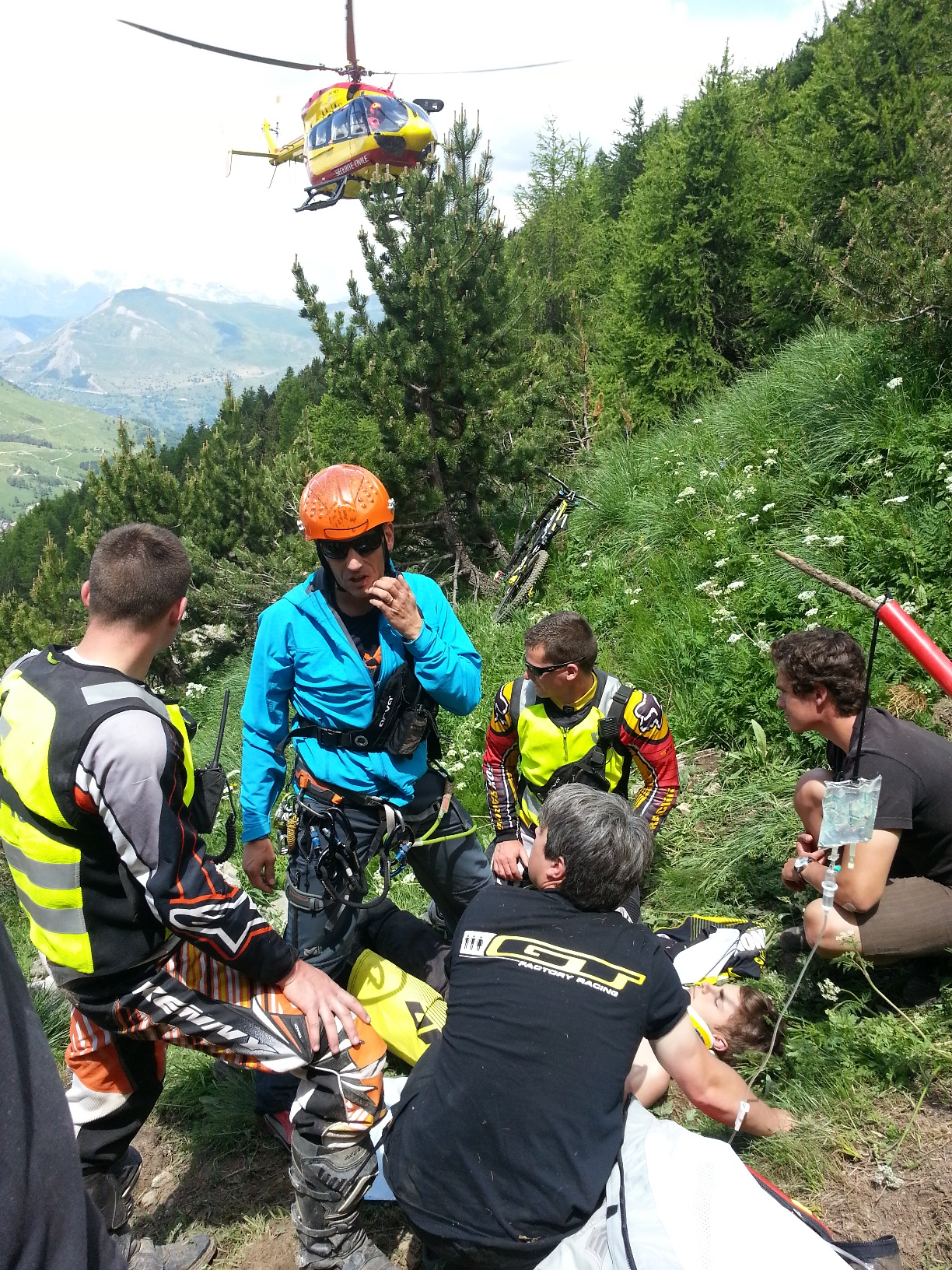
…avant la prise en charge par les pompiers.

Saint-Jacques-d'Atticieux est le siège de l'association « Quad 18 », spécialisée dans la sécurité d'événements sportifs. Elle rassemble une cinquantaine de bénévoles, souvent pompiers ou secouristes, et en tout cas sportifs, venant de départements voisins de l'Ardèche. Elle propose ses services à des organisateurs d'événements sportifs en terrains difficiles. À l'aide de quads, de motos ou de 4x4, elle assure les premiers secours avant l'arrivée des pompiers. L'association dispose aussi d'une ambulance, d'un camion incendie et d'un car pour loger ses intervenants et servir de poste de commandement. Elle a peu à peu acquis de nombreux matériels de premiers soins et d'incendie. Une partie de ce matériel est entreposée à Saint-Jacques, au domicile du président de l'association.

## Économie

### Deux exploitations agricoles

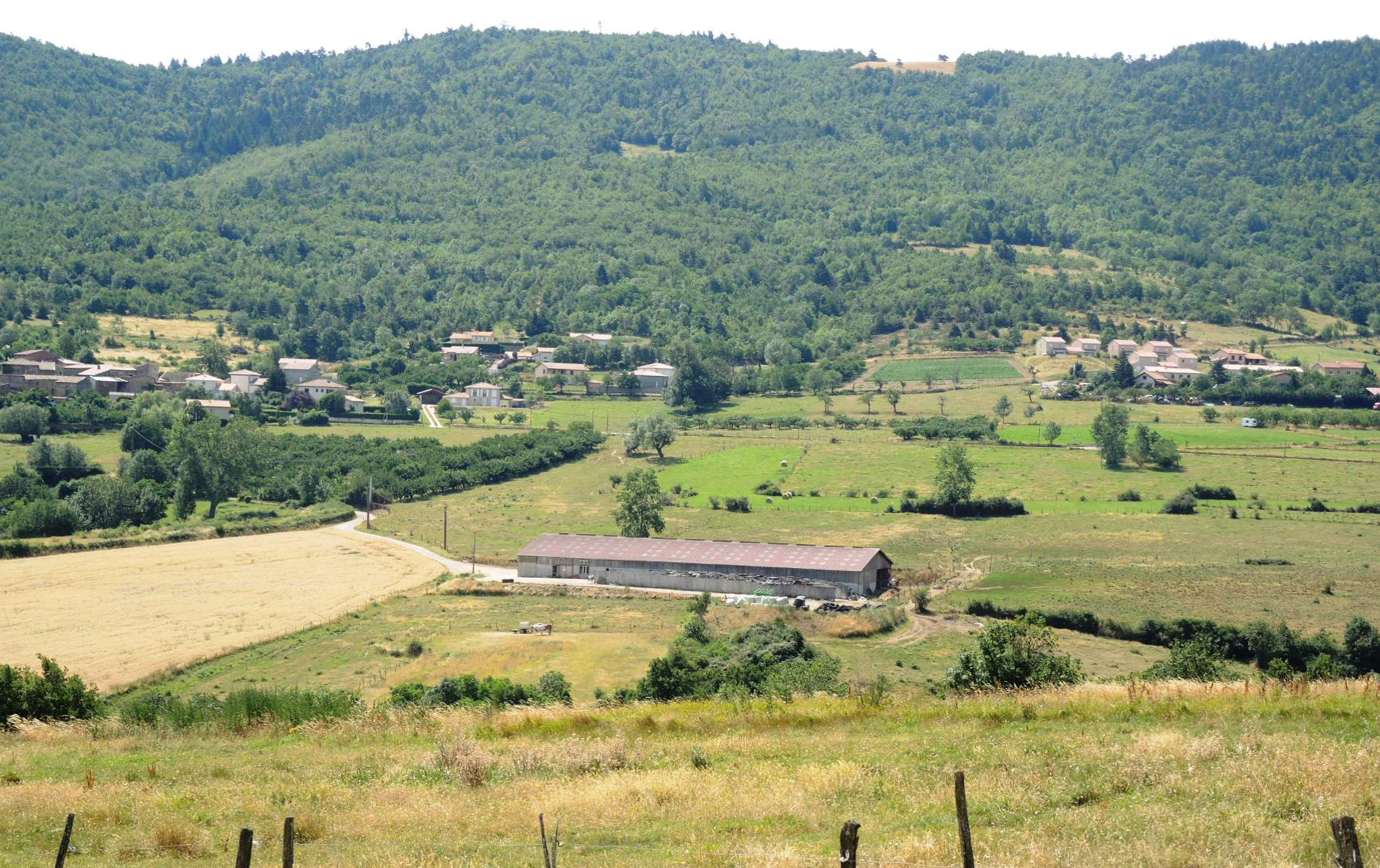
De la polyculture en autonomie sur les terrains les plus accessibles.

Il ne reste que deux exploitations agricoles sur la commune, qui cultivent du foin et des céréales. On trouve encore un peu de cerisiers, mais il ne s'en plante plus. La vigne a disparu des paysages. L'une des deux exploitations est un GAEC (groupement a d’exploitation en commun). Il s'est formé en 2007 par le regroupement de deux exploitations qui se faisaient face, à Saint-Jacques et à Brossainc. L'étable accueille une centaine de vaches laitières et une cinquantaine de génisses. Les prés fournissent l'essentiel de la nourriture, en foin ou en ensilage. La ferme produit aussi des cerises tardives, qui en principe, réussissent assez bien à une certaine altitude. Mais leur rentabilité reste aléatoire.

### La forêt reboisée

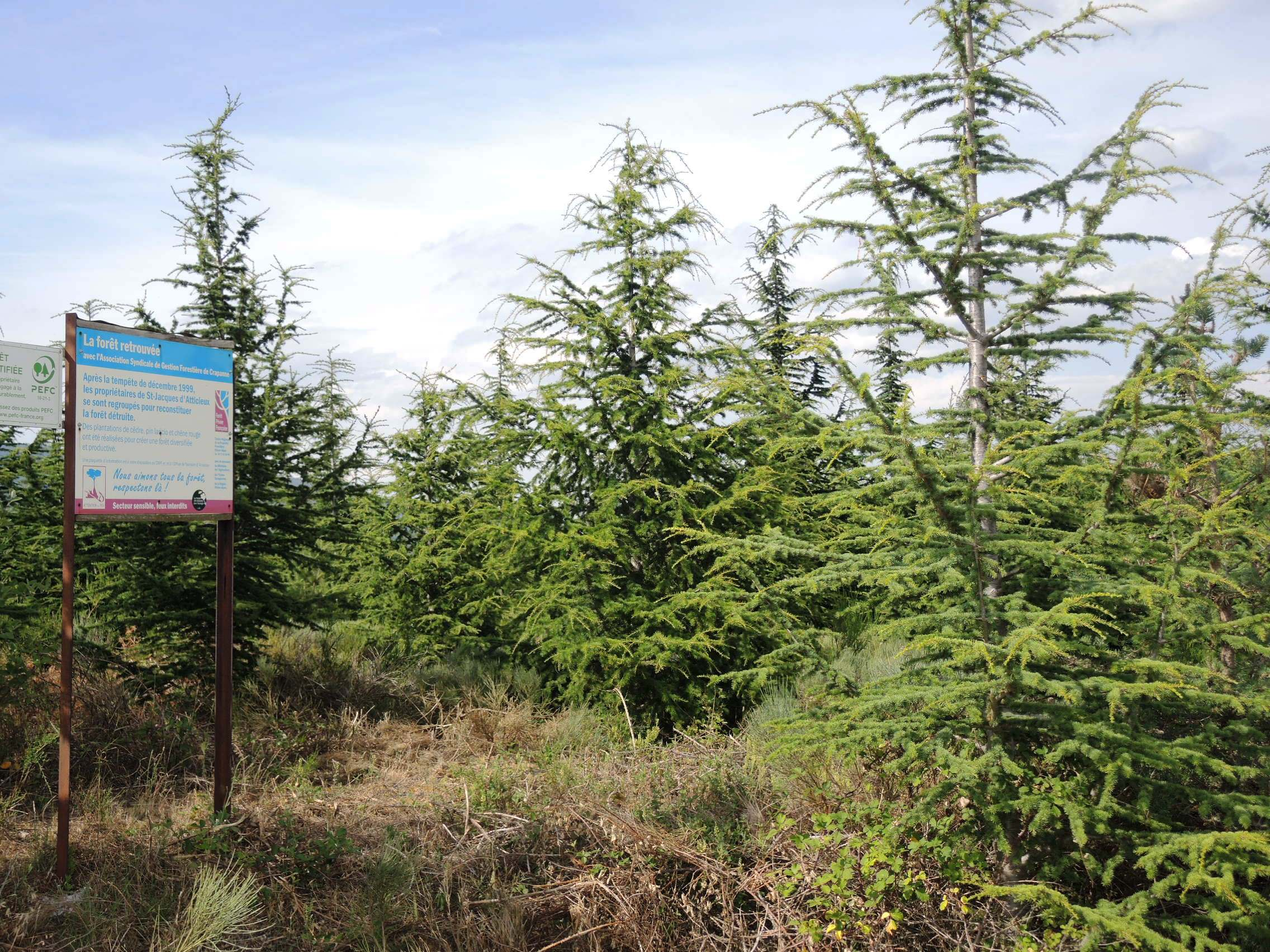
Forêt aux environs du village.

Après la tempête de 1999, des propriétaires de Saint-Jacques se sont regroupés en association pour replanter la forêt. Ils ont fondé l'Association syndicale de gestion forestière de Crapanne, qui rassemble une trentaine d'adhérents. Les premières années ont été consacrées au débardage des arbres abattus. Puis 45 hectares ont été replantés, en cèdre, pin laricio et chêne rouge. Le cèdre, bien adapté au pays, a aussi l'avantage d'absorber beaucoup de CO2. Le chantier a été quand même gêné par le passage du câble téléphonique Lyon - Montpellier.

## Culture locale et patrimoine

### Lieux et monuments

#### L'église et le village

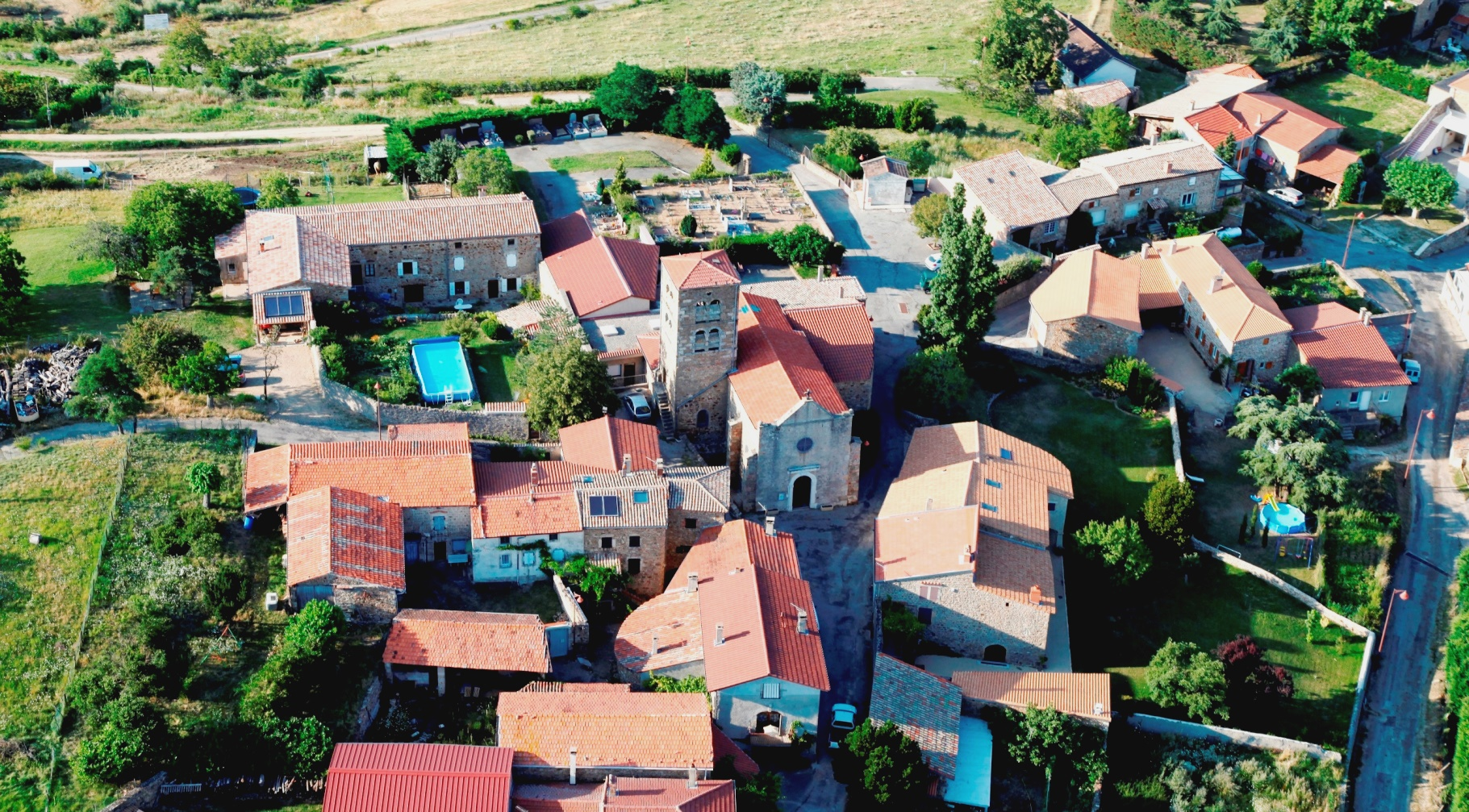
Une église de style roman, agrandie en 1838.

C'est depuis Brossainc qu'on peut avoir les aperçus les plus pittoresques sur le site de Saint-Jacques. L'ancien village et son clocher carré se détachent de la crête où ils sont installés. Plus en arrière trônent les sommets du Pilat dans des atmosphères changeantes. Plus bas, vers le nord, c'est la verdoyante plaine peuplée et cultivée de Maclas.
L'église Saint-Jacques de Saint-Jacques-d'Atticieux présente des dimensions relativement réduites, mais offre une bonne apparence de solidité. Le bâtiment actuel est une reconstruction de 1838, en incluant (à la place du chœur) les bases de l'église précédente. Le haut clocher carré, de dimension imposante, date aussi de 1838. L'ensemble a bénéficié de restaurations en 1956 et 2008. Derrière l'église, on trouve les autres bâtiments communaux, qui ont été restaurés ou construits dans un style traditionnel semblable, avec de belles façades en pierres: bibliothèque, gîte en location et mairie avec salle associative.

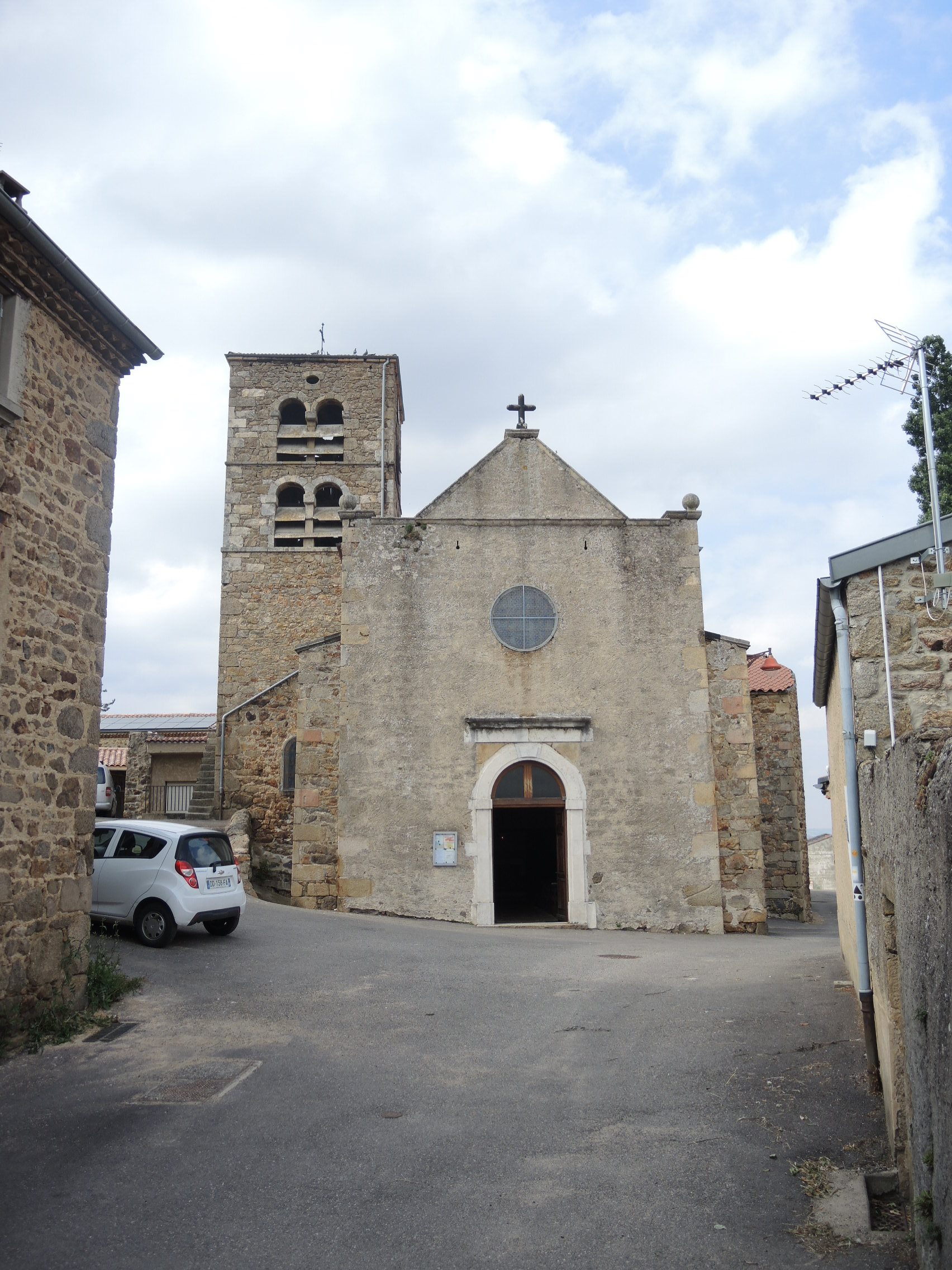
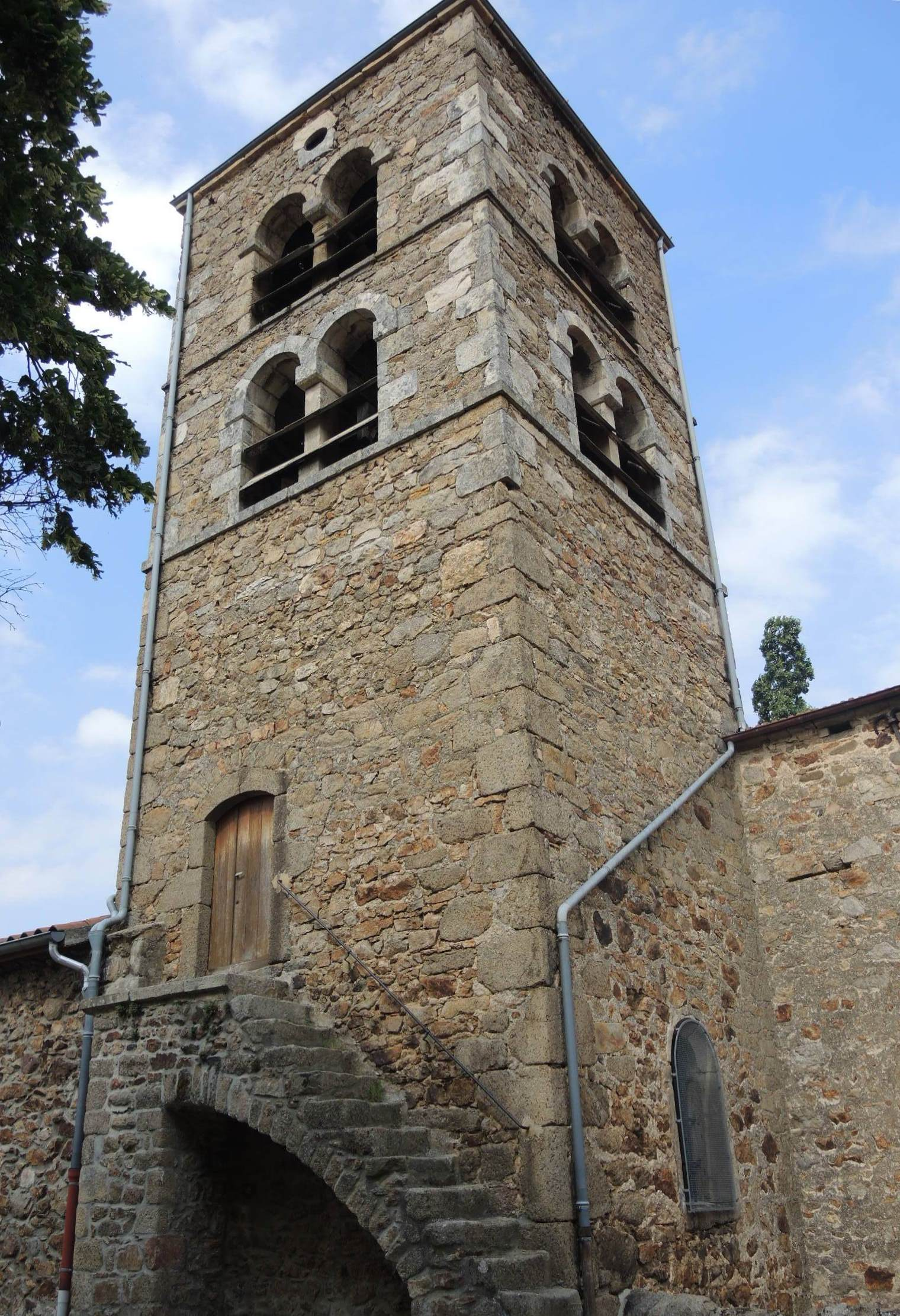
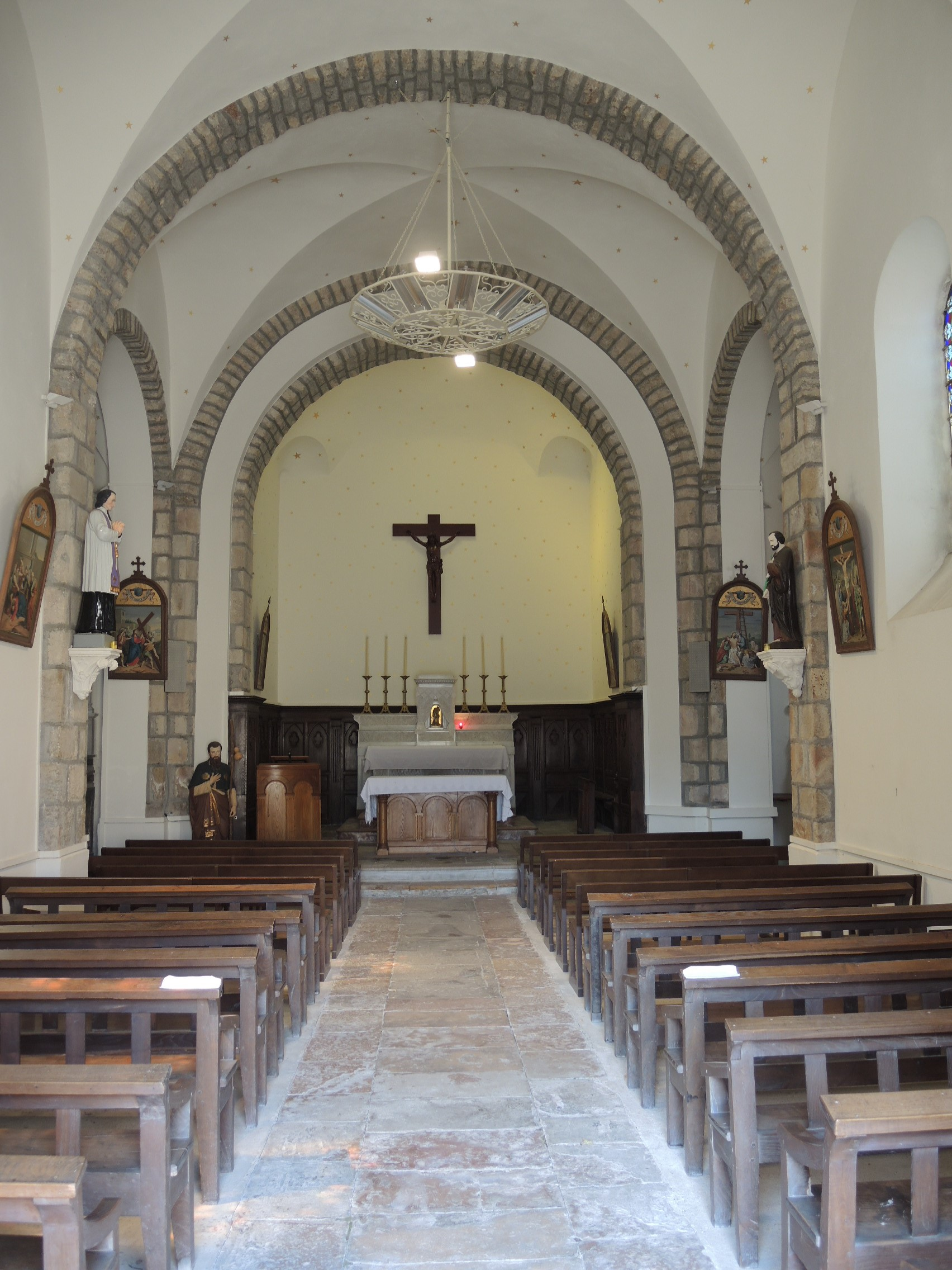

#### Des terrains de loisirs

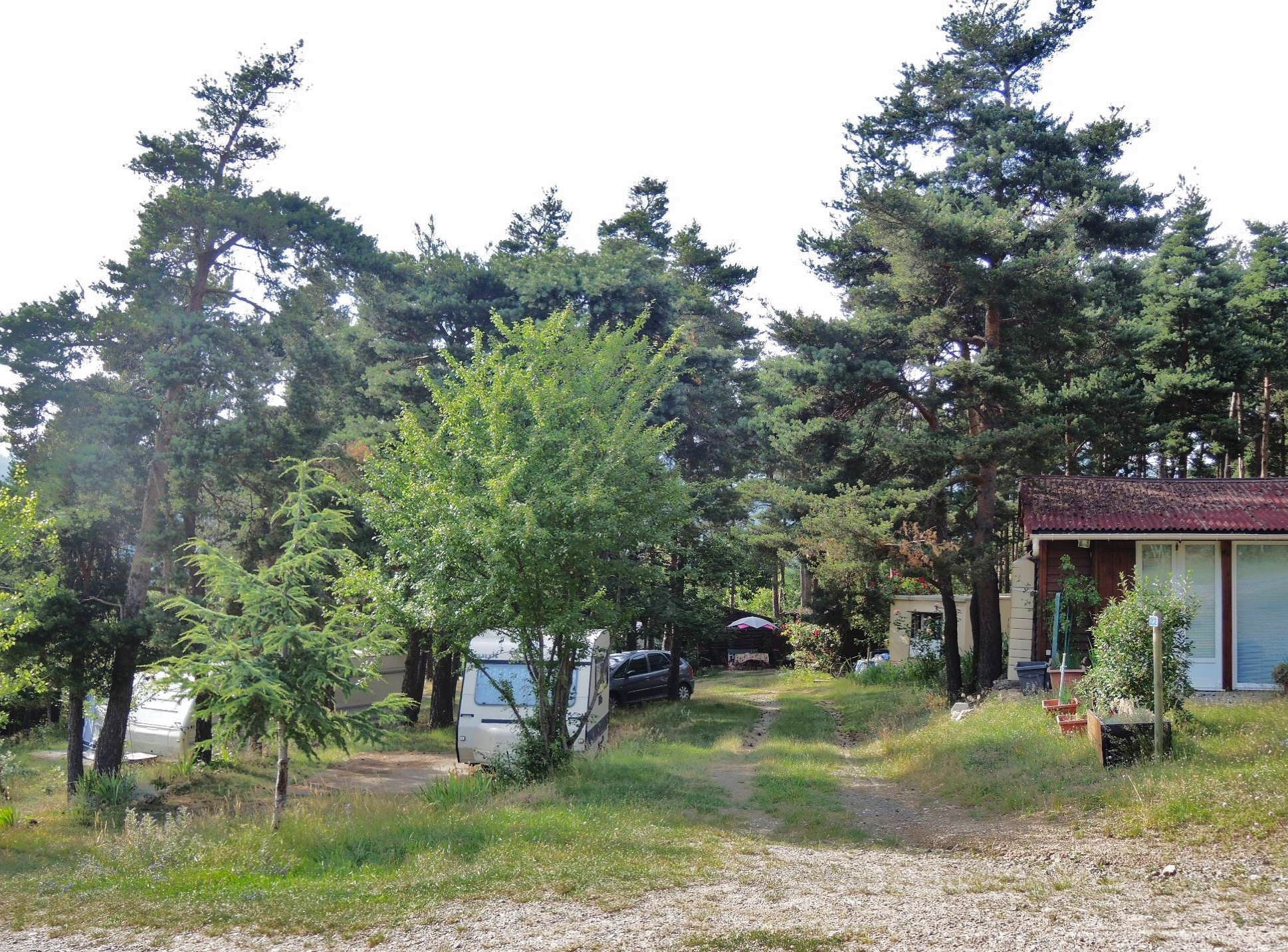
Le terrain du Miron.

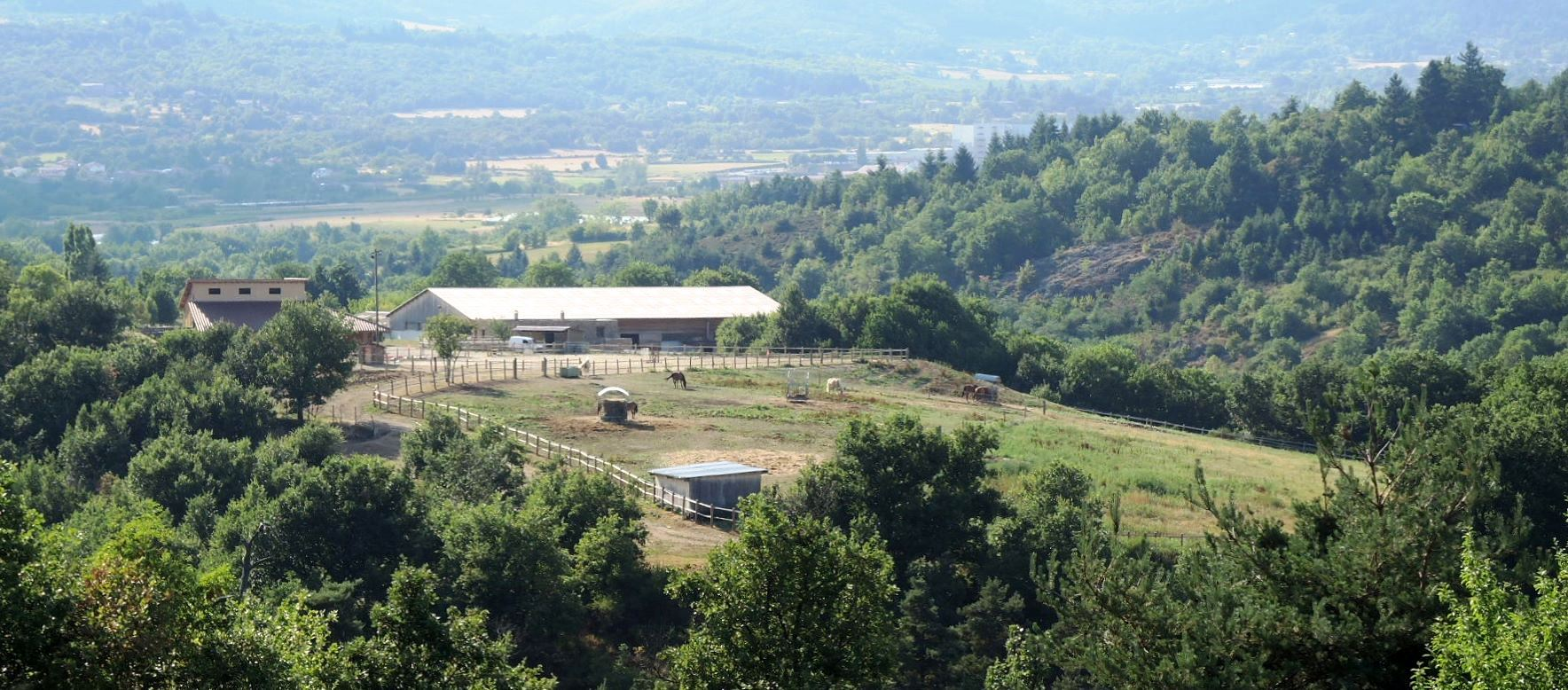
Le centre équestre « Les cavaliers de Jacob ».

Au-dessus du village, le terrain de sport de Maupon et son abri buvette permettent d'accueillir les événements festifs, pour les habitants ou en location. Un camping a fonctionné là-haut jusque dans les années 1990 et une dizaine de chalets d'été y avaient été installés. Ils sont maintenant occupés par des propriétaires résidents.

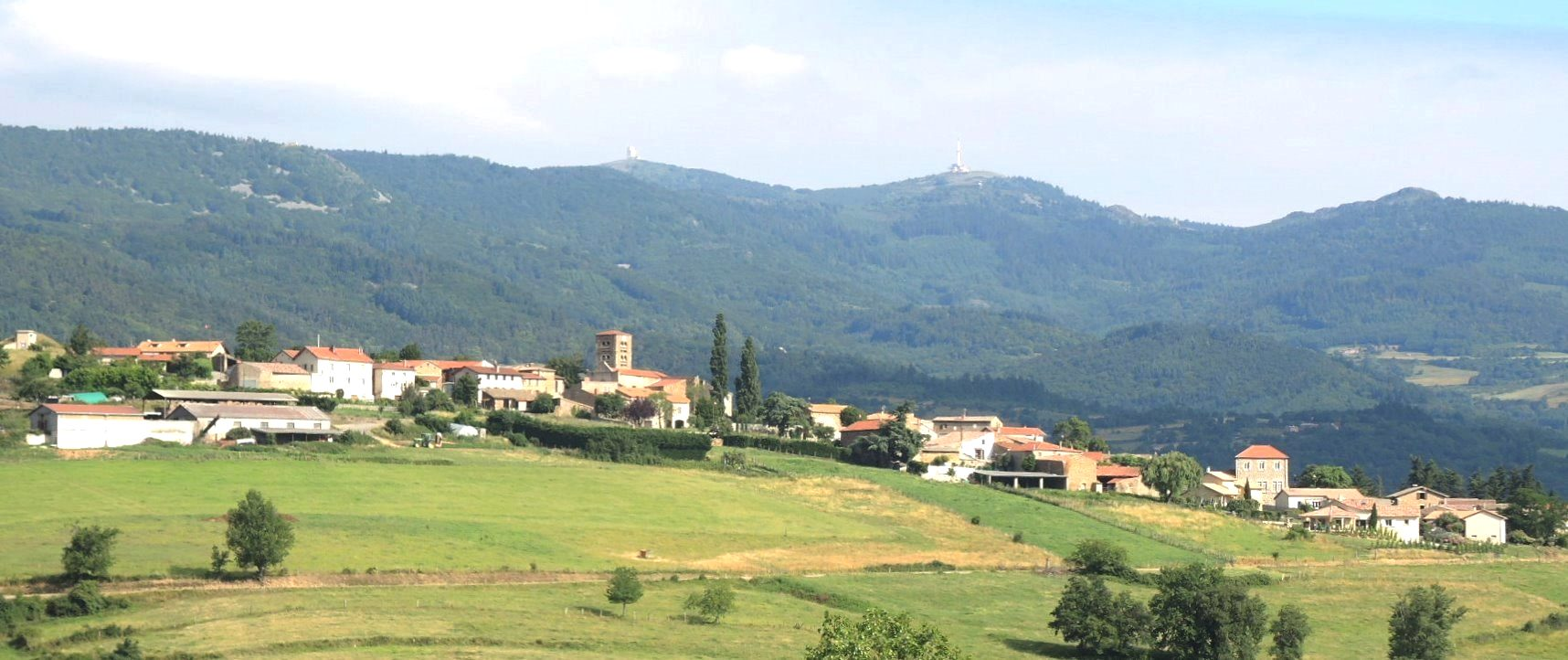
Panorama du village.

### Personnalités liées à la commune
- Joseph Chatagner (1899-1985), personnalité politique française, né dans la commune.

### Héraldique
| Blason de Saint-Jacques-d'Atticieux | Les armes de Saint-Jacques-d'Atticieux se blasonnent ainsi : De sinople au chevron losangé d'argent et de gueules. |